# 马库斯·布卢默
马库斯·布卢默（1975年2月14日—）是德国一位政治家，基督教社会联盟成员。出生于慕尼黑，自2018年3月14日起担任基督教社会联盟秘书长。

## 生平
布卢默中学毕业后在慕尼黑大学攻读物理，再进入慕尼黑政治学院攻读政治学，获得硕士学位，博士肄业。他政治学院硕士毕业后，进入企业，曾任公司董事长职务。他是德国花样滑冰著名运动员，曾与他妹妹Sandra搭档，获得德国冰舞比賽青年組冠军。他结婚，养育两个小孩，与妻子和家人居住在慕尼黑。布卢默信仰路德教。

## 政治
他1995年加入青年联盟，1997至2001年是大学生基督教民主联盟巴伐利亚州理事会成员。2008年开始进入巴伐利亚州议会。曾任联盟党 (德国基督教民主联盟和基督教社会联盟) 章程委员会主席，倡议德国主导文化。

## 外部連結
- 马库斯·布卢默的X（前Twitter）
- 马库斯·布卢默的Facebook專頁
- 马库斯·布卢默（德国国家图书馆目录相关文献）

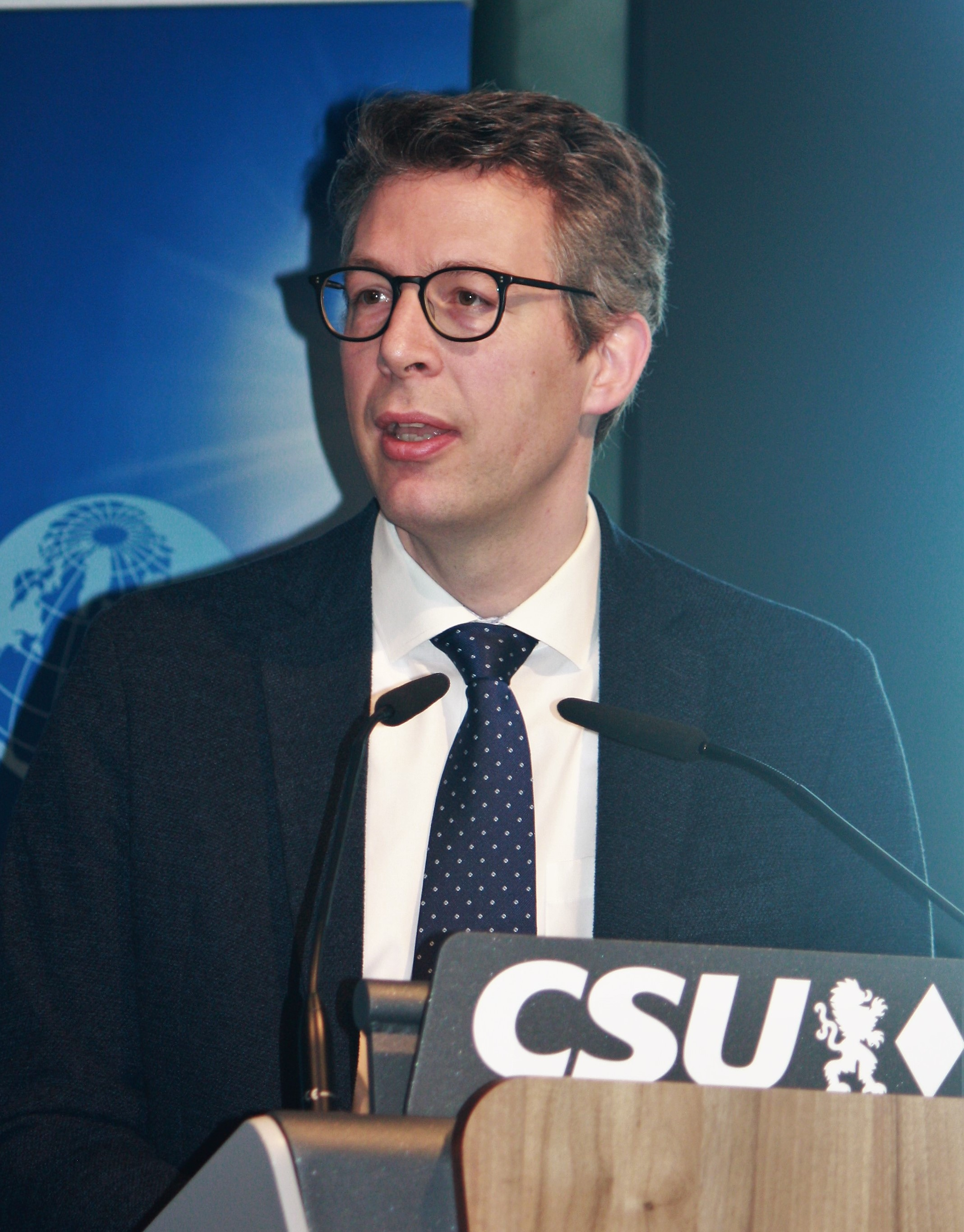

- Website von Markus Blume 马库斯·布卢默的官方网站 （页面存档备份，存于）(德文)